# جوليس ريتشارد (رياضياتي)
جوليس ريتشارد (بالفرنسية: Jules Richard)‏ هو رياضياتي فرنسي، ولد في 12 أغسطس 1862 في Blet ‏ في فرنسا، وتوفي في 14 أكتوبر 1956 في شاتورو في فرنسا.